# Tippatjärnarna
Tippatjärnarna este o arie protejată (arie specială de conservare — SAC, sit de importanță comunitară — SCI) din Suedia întinsă pe o suprafață de 12,1 ha, integral pe uscat.

## Localizare
Centrul sitului Tippatjärnarna este situat la coordonatele 60°08′56″N 13°18′42″E / 60.149°N 13.3116°E.

## Înființare
Situl Tippatjärnarna a fost declarat sit de importanță comunitară în ianuarie 2002 pentru a proteja 1 specie de animale. Situl a fost protejat și ca arie specială de conservare în martie 2011.

## Biodiversitate
Situată în ecoregiunea boreală, aria protejată conține 3 habitate naturale: Taiga vestică, Lacuri și iazuri distrofice naturale, Mlaștini turboase de tranziție și turbării mișcătoare.
La baza desemnării sitului se află o specie protejată de  amfibieni: triton cu creastă (Triturus cristatus).